# Dobrota (okręg Prahova)
Dobrota – wieś w Rumunii, w okręgu Prahova, w gminie Gornet-Cricov. W 2011 roku liczyła 310 mieszkańców.